# Yves Durand (historien)
Pour les articles homonymes, voir Yves Durand et Durand.
Yves Durand est un historien français, né le 16 juin 1929 dans la Creuse. Agrégé d'histoire, il a enseigné l'histoire contemporaine à l'Université d'Orléans-La Source.
Son livre Vichy 1940-1944 publié en 1972 a été considéré comme un livre précurseur à l'égal de Paxton, mais sa contribution de référence reste son travail sur l'histoire des prisonniers de guerre français publiée en 1982.

## Publications
- Vichy 1940-1944, Bordas, 1972
- Libération des pays de la Loire, Hachette, 1974 (en collaboration avec Robert Vivier)
- La Captivité, Histoire de prisonniers de guerre français 1939-1945, éditions FNCPG, 1980
- Le Loiret dans la guerre, éditions Horvath, 1983
- Naissance de la guerre froide, 1944-1949, éditions Messidor, 1984.
- La vie quotidienne des prisonniers de guerre dans les Stalags, les Oflags et les Kommandos, 1939-1945, Hachette 1987; nouvelle édition Les Prisonniers de guerre dans les Stalags, les Oflags et les Kommandos, 1939-1945, Paris, Hachette, 1994
- La France dans la Seconde Guerre mondiale, 1939-1945, Armand Colin, 1989
- Le nouvel Ordre européen nazi: la collaboration dans l'Europe allemande (1938-1945), éditions Complexe, 1990
- Les causes de la Seconde Guerre mondiale, Armand Colin, 1992
- Histoire générale de la Seconde Guerre mondiale, éditions Complexe, 1997  (ISBN 2-87027-645-1)

## Filmographie
- Téléfilm documentaire "Les captifs de l'an Quarante", réalisé par Jean A.Chérasse, et co-produit par l'INA et A 2 (1985)